# Masis (wieś)
Masis – wieś w Armenii, w prowincji Ararat. W 2011 roku liczyła 1370 mieszkańców.